# 救援連絡センター
救援連絡センター（きゅうえんれんらくセンター）は、主に「被逮捕者の救援を通じ、公権力による弾圧に反対する」という活動目標を掲げる日本の人権団体である。1969年に既存の日本国民救援会に対抗して、主として新左翼や労働運動、市民運動関係の被逮捕者の救援を目的に結成されたが、現在はその救援対象領域も拡大している。

## 概要
ベトナム反戦運動、安保闘争、全共闘運動、三里塚闘争などの活動が激化していた1969年に発足。これら運動の参加者と警察の衝突が発生し、多数の被逮捕者が出た。当時、被逮捕者と負傷者の救援を目的とした団体は日本各地に数多く存在し、それぞれ独自の活動を行なっていたが、諸団体の連絡・連携をはかるため、同センターが設立された。初代事務局長には原子核物理学者で反原発活動家の水戸巌が、初代代表弁護士には外務省国際協力局職員としてラストヴォロフ事件で逮捕された経験を持ち、のちに弁護士に転じた庄司宏が就任している。
単に「救援センター」と呼ばれることもあるが、上下関係を嫌い、被逮捕者の救援をめざす諸組織は対等であるとの考え方から、あえて「連絡」を加えた「救援連絡センター」が正式名称となっている。この名称は映画監督の山際永三の提案によるものである。
新左翼の支援組織ではあるが、下記のような二大原則があるため、右翼や元公安関係者（公安警察や公安調査庁の元職員）の救援活動もおこなう。これに対し、左翼団体から批判の声が挙がることもある。オウム真理教の起こした一連の事件については、これを救援の対象に含めるかどうかが議論となり、結果「オウム裁判対策協議会」という別組織が設立された。

## 二大原則
1. 国家権力による、ただ一人の人民に対する基本的人権の侵害をも、全人民への弾圧であると見なす。
2. 国家権力による弾圧に対しては、犠牲者の思想的信条、政治的見解の如何を問わず、これを救援する。

## 団体データ
- 沿革：1969年3月29日発足
- 所在地：東京都港区新橋2-8-16 石田ビル4階14号
- 電話番号：03-3591-1301（さぁ獄入り、意味多い）
- 機関紙：月刊『救援』
- 代表：足立昌勝（関東学院大学法学部名誉教授）
- 代表弁護士：葉山岳夫[注 2]（第二東京弁護士会）
- 事務局長：山中幸男[7]
- 最高議決機関：救援連絡センター総会
- 運営機関：救援連絡センター運営委員会
- 財政支援：救援連絡センター強化基金

## 活動
主要な活動は、勾留された被逮捕者に弁護士を派遣して接見交通権を確保、被疑者への助言や外部との連絡を手配することである。ほかに、弁護人選任、勾留理由開示公判の連絡、獄中への差し入れなどを、個別の救援組織に対する助言、救援活動の連絡調整で手配するなど、さまざまな活動を行なっている。個別の獄中者に対しては、救援会がまだできていないなど、事情に応じて支援活動や助言を行なうこともあるが、具体的な支援活動は原則として個別の救援組織が行なうことになっている。
対象領域となるのは、新左翼や労働運動、寄せ場の運動など、いわゆる左翼的とみなされる運動体に対する弾圧などが従来から主要な活動領域となっているが、弁護士の派遣依頼があれば、二大原則を適用して、思想的信条や政治的見解に関わらず救援活動を行ない、市民団体や一般の刑事犯からの依頼にも応じる。黙秘などの防御権を駆使したスタイルは、当番弁護士制度を導入した日本弁護士連合会の弁護活動と一線を画し、その刑事訴訟のあり方を原則的に問う姿勢を好評価する団体は少なくない。
その他、保安処分、共謀罪などへの反対運動や、受刑者の人権・獄中処遇の改善、さらには死刑廃止運動、在日外国人の逮捕事件なども視野に入れて活動し、さまざまな運動体のアピールや声明、集会などに賛同団体として名を連ねたり、事務局員や運営委員が、とりわけ重要な集会に参加し、集会での発言や報告、挨拶を行なうこともある。

### 出版活動
月刊の機関紙『救援』を発行し、動向などの詳細を公表している。紙面にはほかに弁護士や学者、ジャーナリスト等からの寄稿により、反弾圧に関する法曹界の動きや弾圧立法の動向を分析する記事、あるいは関連の書籍案内なども掲載される。購読料の支払いができない獄中者に対しては、当面は無料で希望者に送付している。なお、日本国民救援会の発行する『救援新聞』とは無関係である。

### 財源
財源は、主に救援を受けた個人やその家族を中心に、おおむね無党派からなる協力会員から月額1,000円の会費と、『救援』購読費、および一般からのカンパのみでまかなうのが原則となっており、新左翼や労働団体などからの寄付は受け付けない。このため、財源不足を補う目的で設立された弁護士や学者で構成する「救援連絡センター強化基金」から補助を受けている。
大阪に独立の組織として「関西救援連絡センター」があるが、こちらは主に労働運動の連絡・調整機関となっているものの、姉妹組織として連携することもある。

## 利用方法
日本国憲法第34条は「何人も、理由を直ちに告げられ、且つ、直ちに弁護人に依頼する権利を与へられなければ、抑留または拘禁されない。」と規定する。
警察に逮捕された場合、取調室で最初に「弁解録取書」が作成されるが、作成前に警察官は被疑者に対し「弁護士を呼びたければ呼ぶことができる」ことを告げる義務を負う
。この時「救援連絡センターの指定する弁護士を選任する」と告げれば、同センターから派遣された弁護士の接見などの救援を受けることができる。同センターが派遣した弁護士を介して他の弁護士を紹介してもらうことも可能である。
また同様に、憲法第34条に基づき「弁解録取書」作成の機会を逃しても、いつでも弁護士を呼ぶことを請求できる。これは同条が、直ちに弁護人に依頼する権利を保障しなければ、逮捕勾留は出来ないと明記しているからである。
弁護士がいない状況下では、警察・検察の恣意的捜査によって、法令を軽視・無視した強引な取り調べ、たとえば自白の強要や利益誘導、恫喝などの違法行為が行われがちである。いっぽう、被疑者には黙秘（憲法第38条）する権利がある。同センターは、被疑者にとっての原則的な防御法として、積極的に黙秘権の行使を推奨している。
なお、被疑者は同センターへの依頼に際し、
1. 電話番号
2. 代表弁護士の名前

の2項目について申し述べる必要がある。
弁護人の接見をめぐる攻防は、しばしば熾烈なものになる。これは、近年の家族や知人に対する接見禁止処分の増加傾向とも関連するが、接見禁止処分に影響を受けない弁護士接見を妨害することにより、接見による弁護人（あるいは弁護人になろうとする者）と被疑者との意志疎通を切断して被疑者の防御権の行使を妨害するとともに、被疑者の不安を増大させる目的で、警察官・検察官ら捜査機関が弁護士接見を認めなかったり、認めても他の日に延ばすなどの行為に及ぶこともある。
弁護士はこうした捜査機関の接見妨害行為に強く抗議するが、それでも誤りを認めなかった場合には訴訟を提起し、最高裁判所判決で、捜査機関の行為の違法性が認められた例も多い。
週刊誌『SPA!』が、警察官の職務質問をめぐる特集で「職質中でも携帯電話で相談できる」と報道したため、実際に職質中の相談者から救援連絡センターに電話がかかってくることもある。このような電話に応対するのは同センターの本来の業務ではないものの、業務に差し支えがない限りで、助言を得られる場合もある。外国人刑事弁護団や死刑廃止の会などへの仲介も行なうが、これらも本来の業務外である。このような仲介は、同センターの事務局員らが個人的にそれらの団体に所属していることによって可能となっている。

## 救援ノート
救援連絡センターは設立当初から『救援ノート』と題する冊子を発行している。主な内容は、逮捕された場合の対処法や、留置場や拘置所における生活のガイダンスであるが、黙秘の重要性や、警察による取り調べの代表的な方法など、最低限の法律知識や心構えを解説し、弾圧による被害を防ぐための手引きとなっている。時代に合わせて繰り返し改訂されており、9回の改訂を経て、2018年に現行の『救援ノート : 逮捕される前に読んどく本 ［新版］』が発行されている。
トーハン、日本出版販売などの出版取次を通した流通をしていないため、一般の書店では入手できない。模索舎、タコシェなどのミニコミ書店が常備しているが、通常は頒価500円に加えて郵送料92円を添えて同センターに送付を申し込む。現行版装訂のデザインは、サッコ・バンゼッティ事件のイラスト。

## 賞歴
- 第18回多田謡子反権力人権賞[24][25] - 2006年12月
- 第21回東京弁護士会人権賞[26][27] - 2007年1月

## 文献
- 救援縮刷版刊行委員会（編）『救援』（縮刷版）、たいまつ社、1977年10月、, , ,
- 救援連絡センター（編）『救援活動の記録 '69→'70日本』救援連絡センター、1971年
- 救援連絡センター（編）『救援ノート : 逮捕される前に読んどく本』（第八改訂版）、救援連絡センター、2007年3月1日（初版: 1969年9月28日）
- 救援連絡センター（編）『救援連絡センターとともに歩んだ35年 : 2004.4.17設立35周年の集い』救援連絡センター、2004年4月
- 救援連絡センター（編）『現代日本の監獄 続 : 宮本礼子・永田洋子医療闘争報告』たいまつ社、1977年5月、,
- 代用監獄パンフレット編集委員会（編）『知られざる拷問 代用監獄の実態をあばく』救援連絡センター、1976年、
- 東京YWCA 「留学生の母親」 運動（編）『入管体制を知るために 人権の確立と擁護』救援連絡センター、1970年、, ,
- 前田朗『刑事人権論』水曜社、2002年4月、ISBN 4880650242
  - 機関紙『救援』の記事として連載されたものを中心にした著作。著者は東京造形大学教授（刑事人権論）。
- 水戸巌（編）『裁判闘争と救援活動 60年安保から70年闘争へ』大光社、1970年

## 支援している事件リスト
無罪が確定した事件については斜体で表示する。
- 帝銀事件
- 波崎事件
- 渋谷暴動事件
- 連続企業爆破事件
- 飯塚事件
- 和歌山毒物カレー事件
- 浜松幼児変死事件
- 袴田事件 - 2024年再審無罪確定。
- 土田・日石・ピース缶爆弾事件 - 18人全員に無罪確定。
- 甲山事件 - 事件発生から25年後、関連する事件すべて無罪確定。
- 首都圏女性連続殺人事件 - 被告人は1991年に無罪が確定するも、1996年に足立区首なし殺人事件で逮捕され、1999年に無期懲役判決を受ける[6]。

## 関係項目
- 接見交通権
- 国選弁護制度
- 当番弁護士制度
- ミランダ警告 - 国選弁護制度
- 人民新聞
- 統一獄中者組合